# Niushou (köpinghuvudort i Kina, Hubei Sheng, lat 32,10, long 111,97)
Niushou (kinesiska: 牛首, 牛首镇) är en köpinghuvudort i Kina. Den ligger i provinsen Hubei, i den centrala delen av landet, omkring 280 kilometer nordväst om provinshuvudstaden Wuhan. Antalet invånare är 74 166. Befolkningen består av 36 562 kvinnor och 37 604 män. Barn under 15 år utgör 16,0 %, vuxna 15-64 år 76 %, och äldre över 65 år 7,0 %.
Runt Niushou är det tätbefolkat, med 982 invånare per kvadratkilometer. Närmaste större samhälle är Xiangyang, 17,6 km öster om Niushou. Trakten runt Niushou består till största delen av jordbruksmark.
Genomsnittlig årsnederbörd är 862 millimeter. Den regnigaste månaden är augusti, med i genomsnitt 146 mm nederbörd, och den torraste är januari, med 8 mm nederbörd.